# Конвой H-24
Конвой H-24 — японський конвой часів Другої світової війни, проведення якого відбувалось у квітні — травні 1944-го.
H-24 належав до серії конвоїв, які в 1943—1944 роках ходили між важливим транспортним хабом у Манілі та островом Хальмахера зі складу Молуккського архіпелагу (північний схід Нідерландської Ост-Індії), який, зокрема, відігравав важливу роль у постачанні японських сил на заході Нової Гвінеї.
До складу конвою увійшли транспорти «Сорачі-Мару», «Тошо-Мару», «Міяура-Мару» та «Йошида-Мару № 3» (Yoshida Maru No. 3), тоді як охорону забезпечував переобладнаний канонерський човен «Кісо-Мару» та переобладнаний мисливець за підводними човнами «Кьо-Мару № 2».
23 квітня 1944-го загін вийшов з Маніли. Хоча його маршрут пролягав через кілька районів, де традиційно патрулювали ворожі підводні човни, цього разу операція пройшла без інцидентів і 1 травня конвой досягнув затоки Кау на острові Хальмахера.